# Conor Leahy
Conor Gerard Leahy (Perth, 16 de abril de 1999) es un deportista australiano que compite en ciclismo en las modalidades de pista y ruta.
Participó en los Juegos Olímpicos de París 2024, obteniendo una medalla de oro en la prueba de persecución por equipos (junto con Oliver Bleddyn, Samuel Welsford y Kelland O'Brien).
En 2025 fue condecorado con la Medalla de la Orden de Australia (OAM).

## Medallero internacional
| Juegos Olímpicos | Juegos Olímpicos | Juegos Olímpicos | Juegos Olímpicos        |
| Año              | Lugar            | Medalla          | Competición             |
| ---------------- | ---------------- | ---------------- | ----------------------- |
| 2024             | París (Francia)  | Medalla de oro   | Persecución por equipos |